# Pierre Henry (peintre)
 (avril 2024).
La mise en forme du texte ne suit pas les recommandations de Wikipédia : il faut le « wikifier ».
Les points d'amélioration suivants sont les cas les plus fréquents. Le détail des points à revoir est peut-être précisé sur la page de discussion.
- Les titres sont pré-formatés par le logiciel. Ils ne sont ni en capitales, ni en gras.
- Le texte ne doit pas être écrit en capitales (les noms de famille non plus), ni en gras, ni en italique, ni en « petit »…
- Le gras n'est utilisé que pour surligner le titre de l'article dans l'introduction, une seule fois.
- L'italique est rarement utilisé : mots en langue étrangère, titres d'œuvres, noms de bateaux, etc.
- Les citations ne sont pas en italique mais en corps de texte normal. Elles sont entourées par des guillemets français : « et ».
- Les listes à puces sont à éviter, des paragraphes rédigés étant largement préférés. Les tableaux sont à réserver à la présentation de données structurées (résultats, etc.).
- Les appels de note de bas de page (petits chiffres en exposant, introduits par l'outil «  Source ») sont à placer entre la fin de phrase et le point final[comme ça].
- Les liens internes (vers d'autres articles de Wikipédia) sont à choisir avec parcimonie. Créez des liens vers des articles approfondissant le sujet. Les termes génériques sans rapport avec le sujet sont à éviter, ainsi que les répétitions de liens vers un même terme.
- Les liens externes sont à placer uniquement dans une section « Liens externes », à la fin de l'article. Ces liens sont à choisir avec parcimonie suivant les règles définies. Si un lien sert de source à l'article, son insertion dans le texte est à faire par les notes de bas de page.
- La présentation des références doit suivre les conventions bibliographiques. Il est recommandé d'utiliser les modèles {{Ouvrage}}, {{Chapitre}}, {{Article}}, {{Lien web}} et/ou {{Bibliographie}}. Le mode d'édition visuel peut mettre en forme automatiquement les références.
- Insérer une infobox (cadre d'informations à droite) n'est pas obligatoire pour parachever la mise en page.

Pour une aide détaillée, merci de consulter Aide:Wikification.
Si vous pensez que ces points ont été résolus, vous pouvez retirer ce bandeau et améliorer la mise en forme d'un autre article.
Pour les articles homonymes, voir Henry et Pierre Henry (homonymie).
Pierre Henry (1932-2013) est un artiste et peintre québécois né en Gaspésie, Québec, devenu le premier président du Centre les impatients en 1992,.

## Vie et carrière
Henry a étudié l'art à l'École des beaux-arts de Montréal, passant finalement la majeure partie de sa vie dans la sous-région de Montréal.
Henry est connu pour ses peintures à l'huile de paysages et ses œuvres abstraites et a exposé dans des galeries à travers le Canada et l'Amérique du Nord. Son travail a été caractérisé comme faisant preuve d'un « sérieux manque de sérieux », ce qui est également une caractéristique du mouvement artistique « anecdotique » fondé par Henry,,.

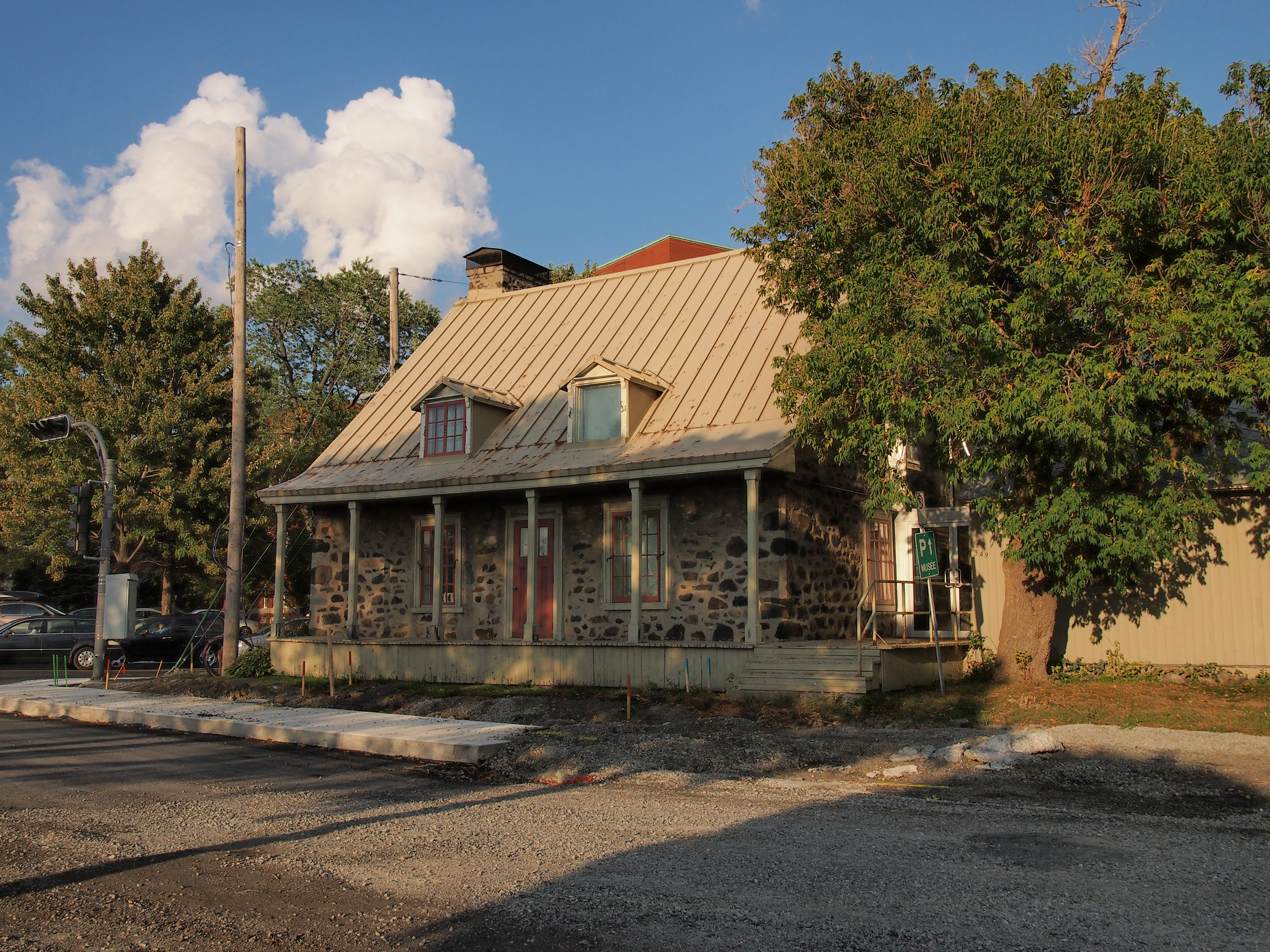
La maison Marsil

L'art d'Henry figure dans plusieurs collections institutionnelles prestigieuses, comme celles de la Banque royale du Canada, d'IBM Canada et de DuPont.
La carrière artistique d'Henry comprend la réhabilitation d'une maison historique à Saint-Lambert, au Québec, en la transformant en Marsil Museum, et en créant « Les Femmeuses », une exposition annuelle mettant en valeur le travail d'artistes féminines.
En plus de ses efforts artistiques, Henry a travaillé comme vice-président des communications chez Pratt & Whitney et avec l'Université Concordia comme président du comité consultatif de la Faculté des beaux-arts.
En 1992, Henry devient président des Centres les impatients, un organisme qui utilise l'art-thérapie pour aider les personnes souffrant de divers problèmes de santé mentale,.

## Honneurs
En 1995, Henry est devenu membre de l'Académie royale des arts du Canada,.